# Легкий танк

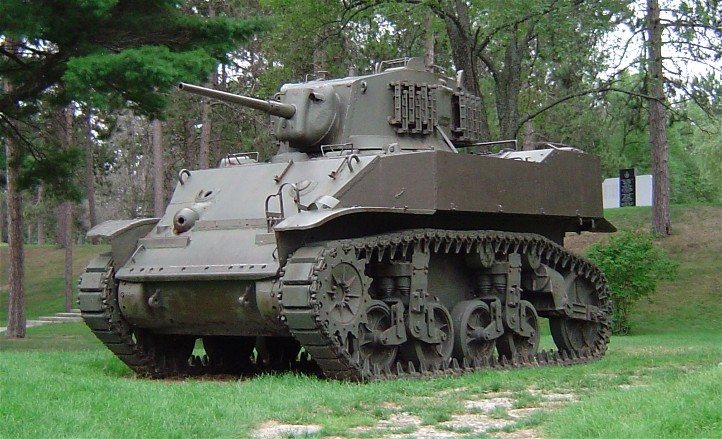
M3/M5 «Стюарт» — наймасовіший легкий танк в історії

Легкий танк — бойова броньована машина на гусеничному шасі, зазвичай з гарматним або кулеметним озброєнням, один з видів танків. У загальному сенсі, поняття легкого танка включає танки меншої маси, ніж середні, але більшої, ніж танкетки та малі танки.

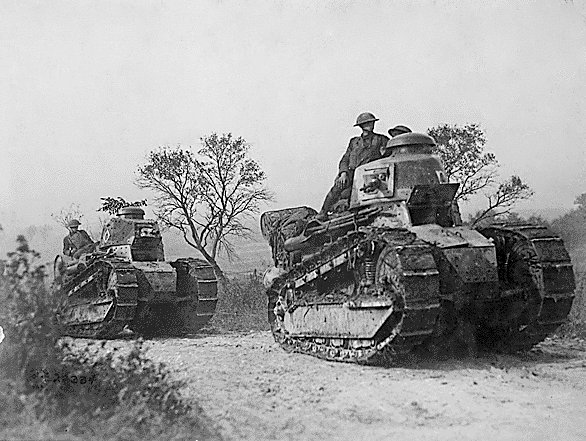
Renault FT-17 — французький легкий танк

У той же час, маса танків, що відносять до легких у різні часові періоди коливалася у доволі широких межах: від 3,5—4 тонн у рамках західної класифікації, що не виділяє малі танки та 5 тонн у рамках радянської, до 15—18 тонн для деяких легких танків періоду Другої світової війни і 23 тонн для післявоєнного танка M41.
За ДЗЗСЄ легкий танк може належати до бойових машин з важким озброєнням, якщо його суха маса не перевищує 16,5 тонн, нарівні з аналогічно озброєними колісними машинами, як AMX-10 RC.

## Класифікація

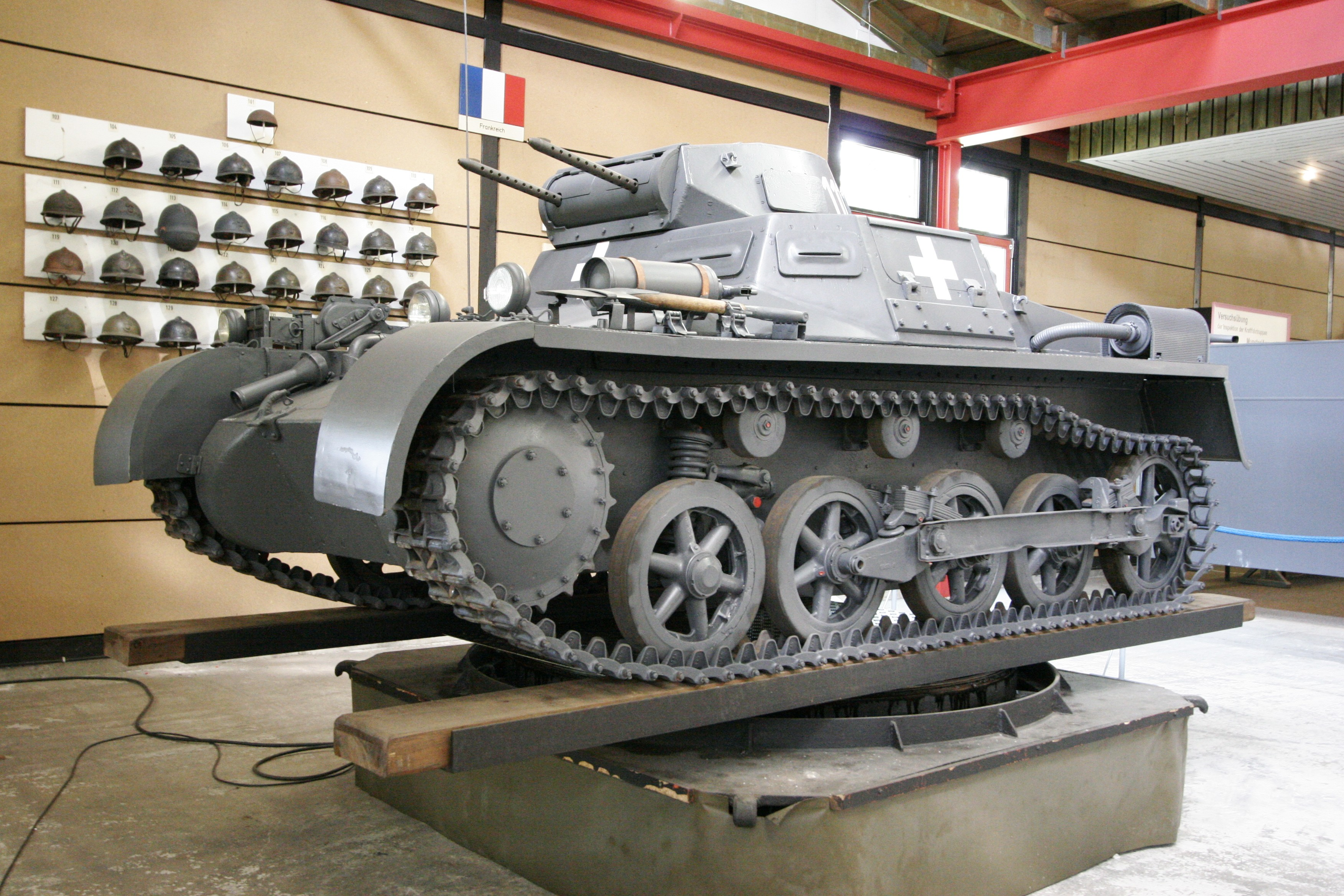
Panzer I — німецький легкий танк часів Другої світової війни

## Кількість

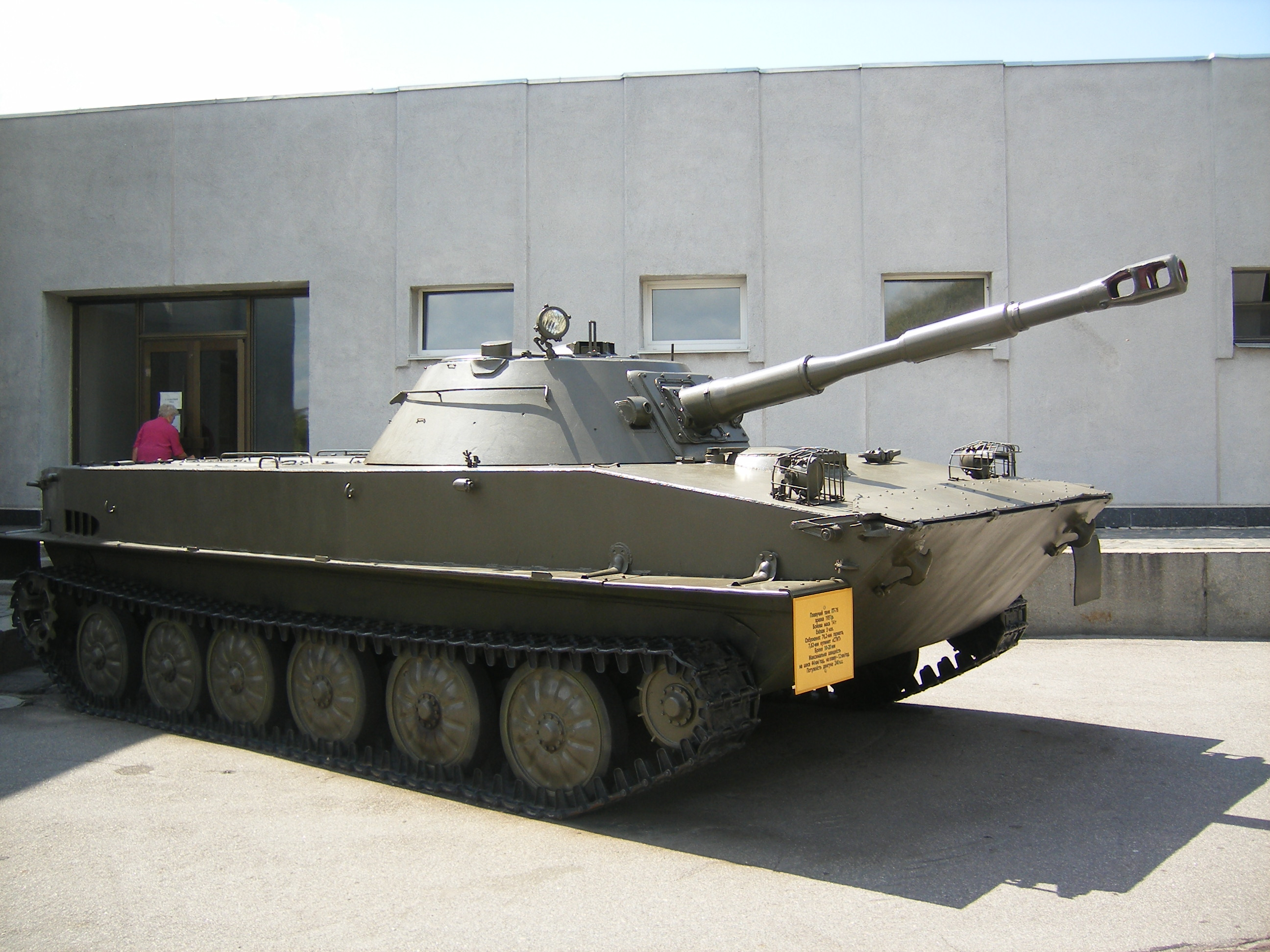
Радянський плавальний танк ПТ-76

| Чисельність легких танків у світі на 2007 рік {Military Balance 2007} | Чисельність легких танків у світі на 2007 рік {Military Balance 2007} | Чисельність легких танків у світі на 2007 рік {Military Balance 2007} | Чисельність легких танків у світі на 2007 рік {Military Balance 2007} | Чисельність легких танків у світі на 2007 рік {Military Balance 2007} | Чисельність легких танків у світі на 2007 рік {Military Balance 2007} |
| Танк                                                                  | Виробник                                                              | Роки виробництва                                                      | Кількість виготовлених                                                | Чисельність на 2007                                                   | Оператори |
| --------------------------------------------------------------------- | --------------------------------------------------------------------- | --------------------------------------------------------------------- | --------------------------------------------------------------------- | --------------------------------------------------------------------- | --- |
| M3 «Стюарт»                                                           | США                                                                   | 1941—1944                                                             | 23 685                                                                | 5                                                                     | Парагвай |
| M24 «Чаффі»                                                           | США                                                                   | 1944—1945                                                             | 4 731                                                                 | 247                                                                   | Тайвань · Уругвай |
| M41 «Вокер Бульдог»                                                   | США                                                                   | 1951—?                                                                |                                                                       | 1076                                                                  | Бразилія · Домініканська Республіка · Таїланд · Тайвань · Уругвай |
| ПТ-76                                                                 | СРСР                                                                  | 1951—1967                                                             | близько 12 000                                                        | більше 1 313                                                          | Бенін · В'єтнам · Гвінея · Гвінея-Бісау · Індія · Індонезія · Замбія · Республіка Конго · Північна Корея · Куба · Лаос · Мадагаскар · Нікарагуа · Росія · Уганда                     |
| AMX-13                                                                | Франція · Аргентина                                                   | 1953—1985                                                             |                                                                       | близько 890                                                           | Венесуела · Індія · Індонезія · Кот-д’Івуар · Марокко · Перу · Сінгапур · Еквадор |
| Тип 62                                                                | КНР                                                                   | 1960—1962                                                             | близько 1 400                                                         | більше 630                                                            | Бангладеш · В'єтнам · Камбоджа · КНР · ДР Конго · Республіка Конго · Малі · Судан · Танзанія                                                                                         |
| Тип 63                                                                | КНР                                                                   | 1963—?                                                                | більше 1 500                                                          | більше 1080                                                           | В'єтнам · Камбоджа · КНР · М'янма |
| «Скорпіон»                                                            | Велика Британія · Бельгія                                             | 1971—1996                                                             | більше 1800                                                           | 1327                                                                  | Ботсвана · Бруней · Велика Британія · Венесуела · Гондурас · Індонезія · Йорданія · Іран · Ірландія · Малайзія · Нігерія · ОАЕ · Оман · Таїланд · Танзанія · Того · Філіппіни · Чилі |
| SK-105 «Кірасир»                                                      | Австрія                                                               | 1971—?                                                                | більше 610                                                            | 610                                                                   | Австрія · Аргентина · Болівія · Ботсвана · Бразилія · Марокко · Туніс |
| Тип 82                                                                | Північна Корея                                                        | 1980-ті—?                                                             |                                                                       |                                                                       | Північна Корея |
| «Стінгрей»                                                            | США                                                                   | 1987—1990                                                             | 106                                                                   | 106                                                                   | Таїланд |

## Список сучасних легких танків

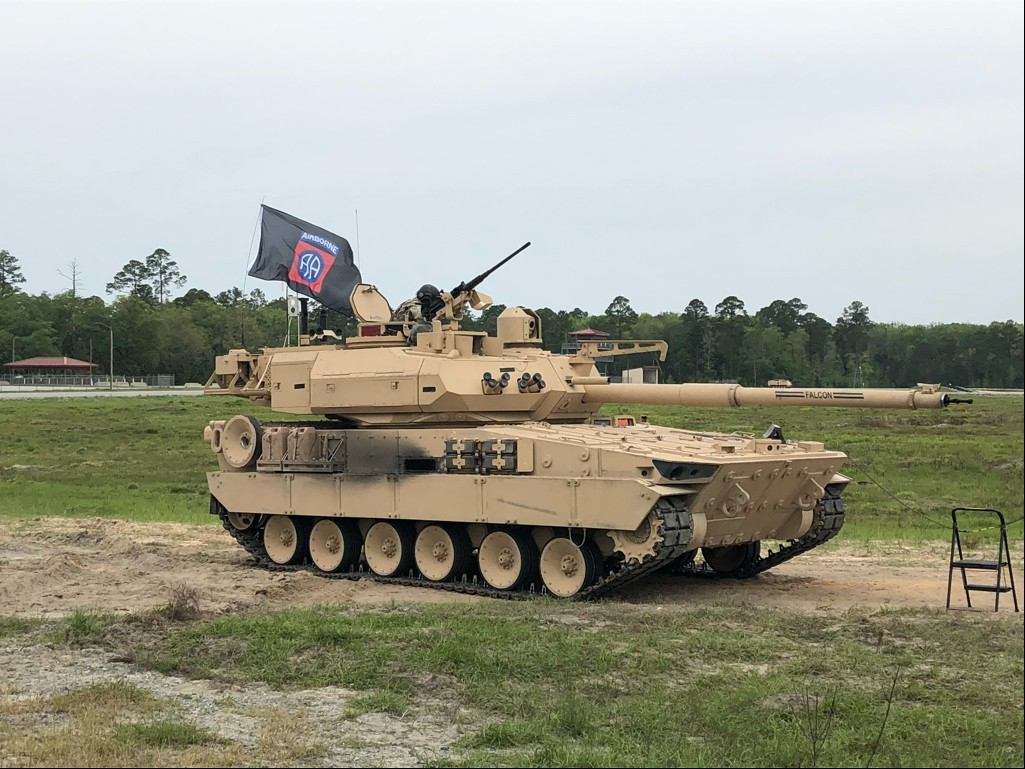
Сучасний американський танк Griffin II/M10 Booker

Наведено перелік сучасних (створених або прийнятих на озброєння після 1990 року) гусеничних ББМ, оснащених довгоствольними танковими гарматами, що часто називають легкими танками:
- Тип 63A[en] (1997)
- ZTD-05 (2006)
- 2С25 «Спрут-СД» (2006)
- Тип 15 (2015)
- Kaplan MT / Harimau[en] (2017)
- M10 Booker (2018)
- Sabrah[en] (2022)
- Zorawar[en] (2022)
- LT105 (2023)